# Лелуар, Александр-Луи
Александр-Луи Лелуар (фр. Alexandre-Louis Leloir; 14 марта 1843, бывший 11-й округ Парижа — 28 января 1884, Париж) — французский художник; мастер жанровой и исторической живописи.

## Биография
Александр-Луи Лелуар родился 14 марта 1843 года в городе Париже в семье художников Жана-Батиста Огюста Лелуара и Элоизы Сюзанны (урождённой Колен); живописец, книжный иллюстратор, художник театра и кино Морис Лелуар приходился ему младшим братом.

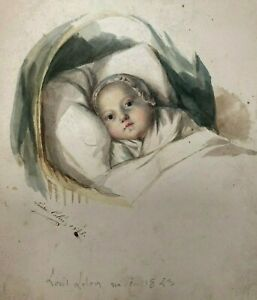
Александр-Луи Лелуар в младенчестве. Акварель его тёти Лоры Ноэль (урожденной Колен), 1843 год.

Первые уроки художественного мастерства Александр-Луи получил у своих родителей и деда по материнской линии, Александра-Мари Колена, который был учеником Анн-Луи Жироде-Триозона. В 1860 году Лелуар поступил в Парижскую Школу изящных искусств и предпринял несколько попыток выиграть престижную Римскую премию.
В 1861 году он выиграл второй Гран-при за «Смерть Приама» (Музей искусства и археологии, Гере), затем снова в 1862, 1863 годах и снова получил второй Гран-при в 1864 году с Гомером на острове Скирос. (Музей Унтерлинден, Кольмар). Он также получил медаль на Парижской выставке 1878 года. Помимо этого Лелуар отличился в конкурсе на нарисованную полуфигуру (la demi-figure peinte) в 1864 году. Всё перечисленное уже можно смело назвать признанием, Александр-Луи Лелуар вошёл в число ведущих художников Франции.

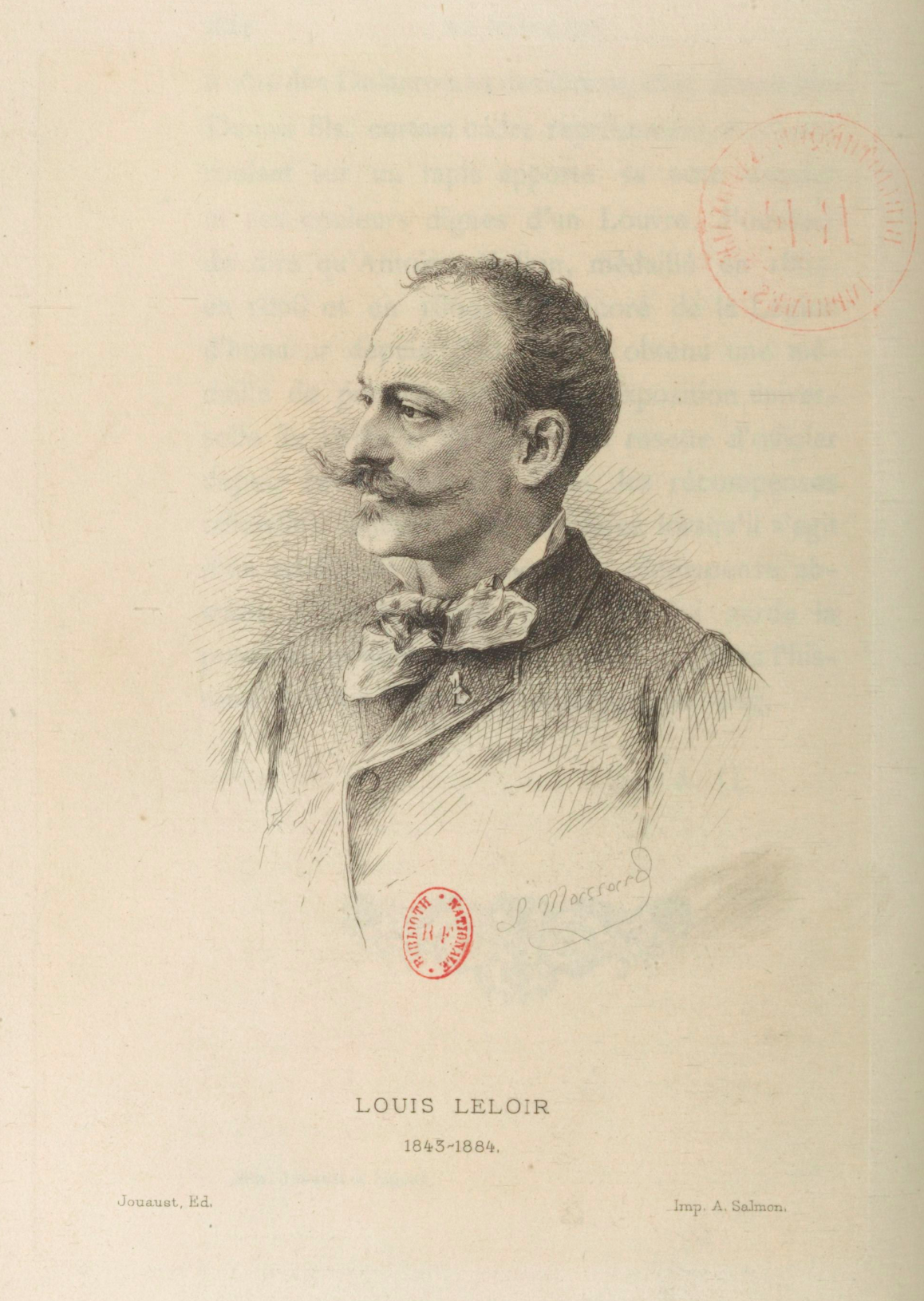
Александр-Луи Лелуар
(художник Леопольд Массар)

Специализируясь на исторической тематике и жанровых сценах, он уже в 1863 году выставлялся в Парижском салоне со сценой «Избиение невинных» (Музей Бернара д’Ажеши, Ньор). Его работа «Борьба Иакова с ангелом» (Художественный музей Роджера Кильо в Клермон-Ферране), представленная в Салоне в 1865 году, является ярким примером виртуозности мастера.
С 1868 года он направил свою живопись на жанровые сцены, черпая вдохновение в средневековой повседневной жизни, в интерьерах Великого века, в голландской манере и в ближневосточных сценах. Он иллюстрировал некоторые издания Дамаза Жуо, а также иллюстрировал книги Мольера и других известных авторов. Он участвовал в основании Общества французских акварелистов в 1879 году. В том же году он взял к себе в ученицы шведскую художницу-акварелистку Анну Марию Гарделль-Эрикссон.
Александр-Луи Лелуар скончался 28 января 1884 года в родном городе.

Его заслуги перед отечеством были отмечены орденом Почётного легиона. 